# In the Running
In the Running è il quinto album del musicista britannico Howard Jones, pubblicato dall'etichetta discografica Elektra nel 1992.

## Tracce
1. Lift Me Up (Howard Jones, Ross Collum) - 3:39
2. Fallin' Away (Jones, Collum, Lala) - 6:53
3. Show Me (Jones, Collum) - 4:32
4. The Voices Are Back (Jones) - 5:32
5. Exodus (Jones) - 4:32
6. Tears to Tell (Jones) 5:23
7. Two Souls (Jones, Andy Ross, Collum) - 4:23
8. Gun Turned on the World (Jones) - 4:38
9. One Last Try (Jones) - 4:11
10. City Song (Jones) - 7:17